# 2,4-Diaminotoluen
2,4-Diaminotoluen je organsko jedinjenje sa formulom . Ono je jedan od šest izomera sa tom formulom. Ovo jedinjenje je bela čvrsta materija mada su čvrsti uzorci obično žućkasti. Ono se priprema hidrogenacijom 2,4-dinitrotoluena koristeći nikal kao katalizator.  Komercijalni uzorci često sadrže i do 20% 2,6-izomera.
Ovo jedinjenje se uglavnom koristi kao prekurzor toluen diizocijanata, prekurzor na putu do poliuretana.  
Njegova reakcija sa benzendiazonijum hloridom proizvodi katjonske azo boju bazno narandžasto 1.   Kondenzacija 2,4-diaminotoluena sa acetaldehidom daje akridinsku boju zvanu bazbno žuto 9.